# Eihi Shiina
Pour les articles homonymes, voir Shiina.
 (décembre 2013).
Eihi Shiina (椎名英姫, Shiina Eihi), née le 3 février 1976 à Fukuoka au Japon est une actrice et un mannequin japonais.

## Biographie

### Vie personnelle
Eihi Shiina est née le 3 février 1976 au Japon dans la préfecture de Fukuoka.

### Carrière
- En 1995, elle décroche un contrat avec la marque Benetton après avoir représenté le Japon au concours Elite Model Look de l'agence Elite. Elle pose ensuite pour différents magazines.
- En 1999, elle publie un livre de photographies et de poèmes : No Filter, Only Eyes. La même année elle est remarquée dans le rôle d'Asami Yamazaki dans le  film de Takashi Miike, Audition.

## Filmographie

### Cinéma
- 1998 : Open House : Mitsuwa
- 1999 : Dog-Food
- 1999 : Audition (オーディション, Ōdishon) de Takashi Miike : Asami Yamazaki
- 2000 : Eureka de Shinji Aoyama : Keiko Kōno
- 2001 : Harmful Insect (Gaichu) de Akihiko Shiota : la prof de musique
- 2003 : Sky High de Ryuhei Kitamura : Izuko
- 2004 : Jam Films 2: Fastener : une actrice
- 2004 : A Day on the Planet de Isao Yukisada : la petite amie de Yamada
- 2005 : Hôrudo appu daun de Hiroyuki Tanaka
- 2008 : Tokyo Gore Police de Yoshihiro Nishimura : Ruka
- 2009 : Vampire Girl vs. Frankenstein Girl de Naoyuki Tomomatsu : la mère de Monami
- 2010 : Outrage de Takeshi Kitano : Call Girl
- 2010 : Helldriver de Yoshihiro Nishimura : Rikka
- 2013 : The Profane Exhibit de Uwe Boll et Ruggero Deodato : Chef
- 2014 : Ninja Torakage de Yoshihiro Nishimura
- 2015 : Kazoku Gokko de Eiji Uchida et Hanta Kinoshita
- 2017 : Kodoku Meatball Machine de Yoshihiro Nishimura